# Orlen Deutschland
Orlen Deutschland GmbH er et mellemstort mineraloliefirma med hovedsæde i Elmshorn i Tyskland. Firmaet driver tankstationer under navnet star.
Firmaet tilhører den polske mineralolie- og petrokemikoncern PKN Orlen, beskæftiger omkring 150 medarbejdere og havde i 2018 en omsætning på 3,84 mia. €.
Orlen Deutschland driver på nuværende tidspunkt mere end 580 tankstationer, som hovedsageligt befinder sig i den nordlige del af Tyskland, især i Nordrhein-Westfalen, Niedersachsen, Mecklenburg-Vorpommern, Hamborg, Schleswig-Holstein, Berlin, Brandenburg, Sachsen, Sachsen-Anhalt, Thüringen, Hessen og Rheinland-Pfalz og har dermed en markedsandel på omkring fem procent af det tyske brændstofmarked.

## Historie
Orlen Deutschland blev grundlagt i 2003 med erhvervelsen af 494 tankstationer fra det britiske energifirma BP, den såkaldte Nord-Paket. BP var i rammerne af overtagelsen af Veba Oel og Aral fra Bundeskartellamt forpligtet til at afgive fire procent af den samlede BP-Aral-markedsandel. Købsprisen androg 140 mio. € foruden omsætningsaktiverne på købsdagen, herunder det hidtil største udlandsengagement for et polsk firma.
Den første tankstation under varemærket Orlen i Tyskland åbnede den 6. juni 2003 i Berlin under medvirken af den daværende tyske samfunds- og arbejdsminister Wolfgang Clement og den daværende polske minister for samfund, arbejde og socialpolitik, Jerzy Hausner.

## Varemærker
Firmaet, hvis navn er afledt af det polske ord orzeł (dansk: ørn), og energia (dansk: energi), driver i dag primært sine tankstationer under navnet Star (563 stationer). Desuden drives et mindre antal stationer under navnene Orlen og famila.
Oprindeligt havde Orlen tænkt sig at etablere deres tankstationsnet på det tyske marked under navnet Orlen. Af strategiske årsager valgte man dog allerede i 2007 at stille mærket Star i centrum for sin branding.

## Aktuelle udviklinger
På det sidste har Orlen i 2010 opkøbt i alt 56 tankstationer fra konkurrenten OMV. Med dette køb udvidede Orlen deres tankstationsnet til 574 byer og især sin tilstedeværelse i Sachsen og Thüringen.